# Curetis tagalica
Curetis tagalica är en fjärilsart som beskrevs av Felder 1862. Curetis tagalica ingår i släktet Curetis och familjen juvelvingar. Inga underarter finns listade i Catalogue of Life.

## Bildgalleri

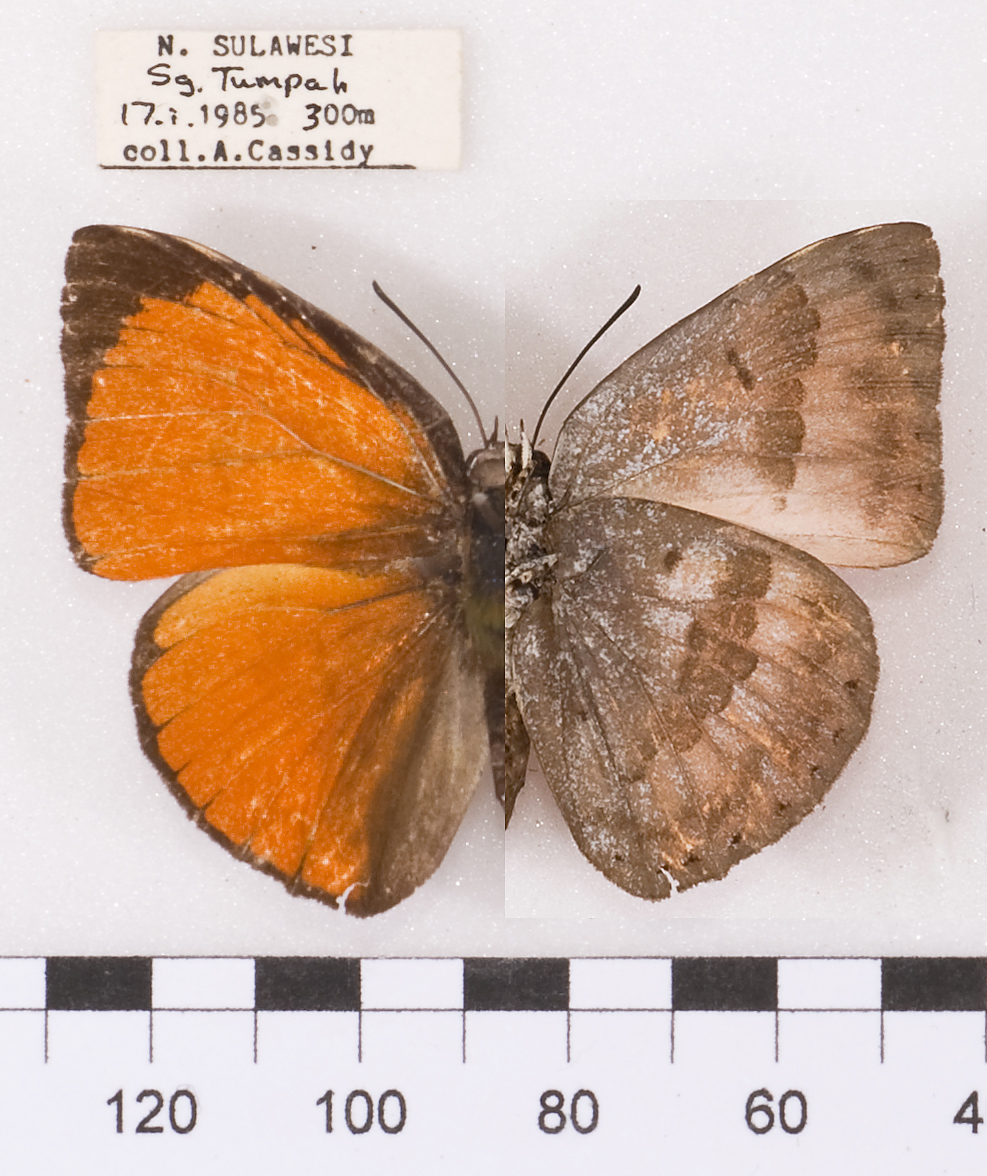
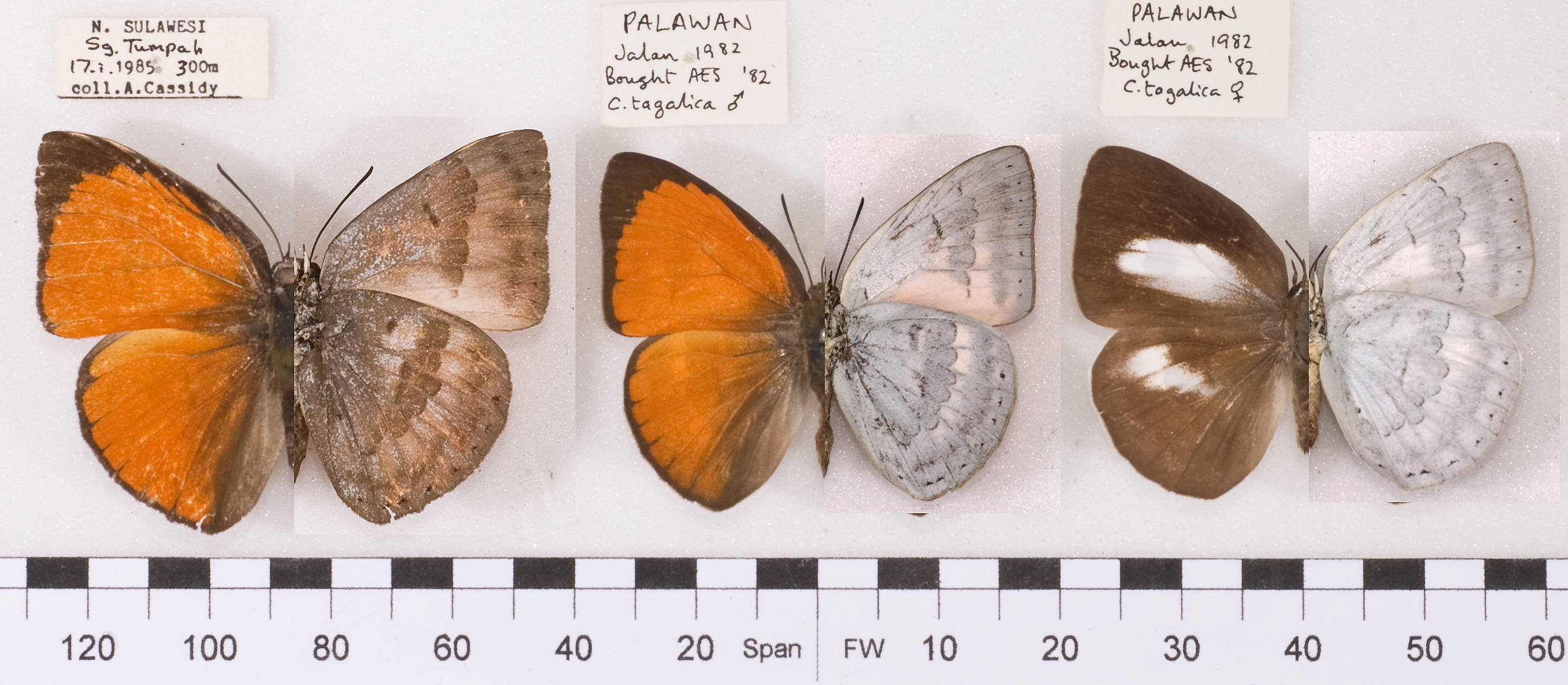
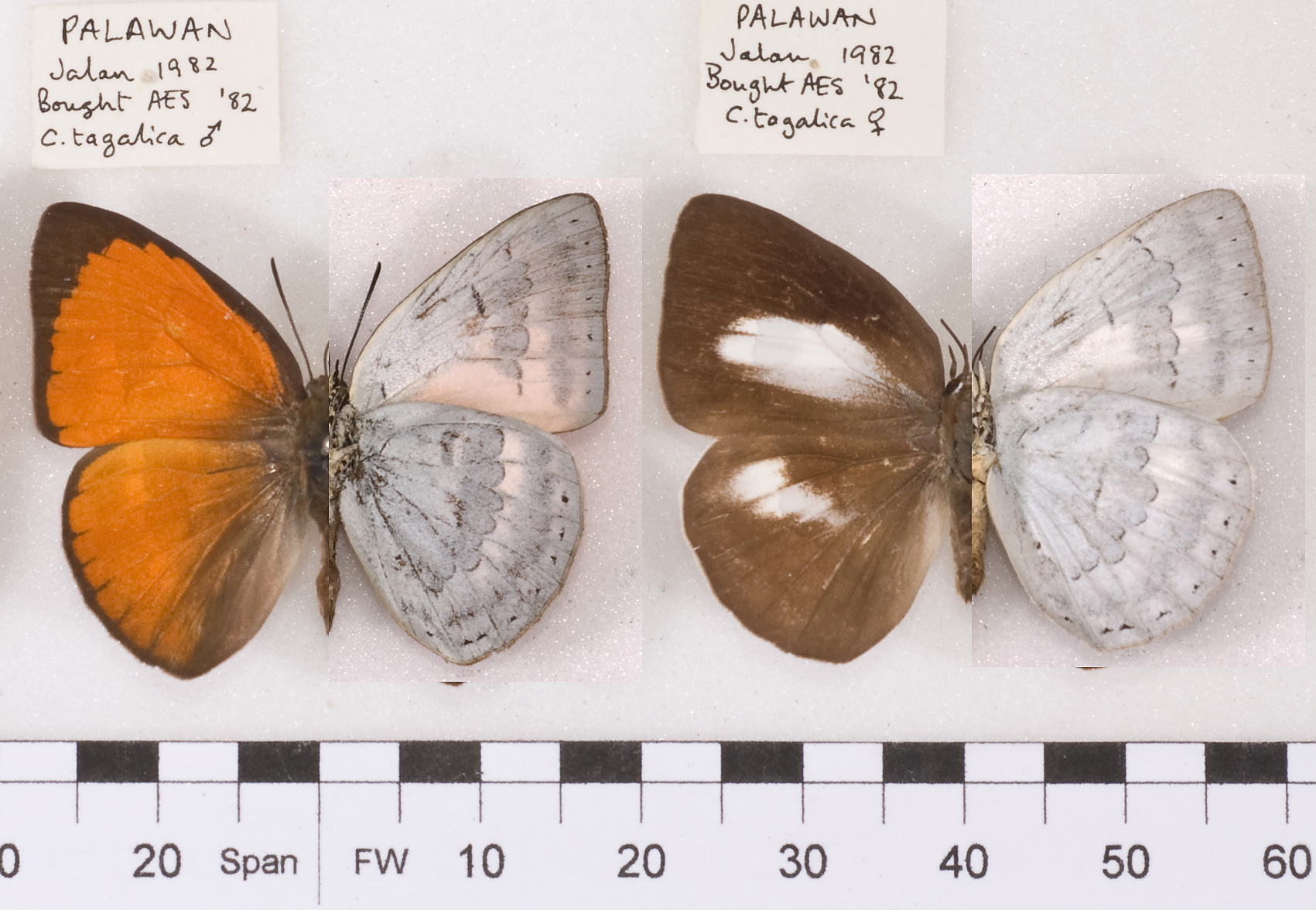